# Vickers Valiant
Vickers Valiant ((engelsk): "tapper") var et jetdrevet bombefly, som under den kolde krig kunne fremføre britiske kernevåben.
Valiant havde en besætning på fem personer bestående af to piloter, en navigatør (Navigator Plotter), en bombekaster (Navigator Radar) samt en AEO (Air Electronics Operator), ansvarlig for elektronisk krigsførelse. AEO var også radiotelegrafist. Kun piloterne havde katapultsæder, meningen var at piloterne i en nødsituation skulle holde flyet på ret køl, mens resten af besætningen sprang ud i faldskærm - og så forlade flyet i sidste øjeblik.

## Historie
Flyets udvikling begyndte i 1947 under ledelse af George Edwards, og de første fly ankom til eskadrillerne i 1955. Det britiske luftfartsministerium ønskede et bombefly med en tophastighed på 930 km/t, en operativ højde på op til 15.000 m, en rækkevidde på 5500 km og mulighed for at bære en bombelast på 4500 kg.
Trioen af bombefly kaldet "V-force"; Avro Vulcan, Handley Page Victor og Vickers Valiant supplerede hinanden, så alle tre blev indkøbt. I alt blev der fremstillet 107 Valiant-fly.
Under Operation Musketeer i 1956 blev fire eskadriller Valiant B.1-fly udstationeret på Luqa på Malta. Valiant-flyene nedkastede 856 ton bomber, primært mod de egyptiske flybaser, men senere mod andre mål. Det egyptiske luftvåbens MiG-15-jagerfly og Iljusjin Il-28 Beagle-bombefly blev ødelagt på jorden. RAF's Canberra fra Nicosia på Cypern, Royal Navys hangarskibsfly og franske fly deltog også i bombningerne, så det var ikke kun Valiants fortjeneste.
Den 11. oktober 1956 kastede et Valiant-fly den første britiske atombombe (Blue Danube) over Maralinga-området i det sydlige Australien. Den 15. maj 1957 kastede et Valiant-fly den første britiske brintbombe (Short Granite) nær Christmas Island i Stillehavet.
Som den mindst avancerede af V-bombeflyene blev nogle af Valiant-flyene fra 1958 anvendt som tankfly og rekognosceringsfly.
I 1960 blev CIA-piloten Gary Powers skudt ned over Sovjetunionen i sit højtflyvende U-2-spionfly. Det betød at RAF Bomber Commands V-bombefly skulle træne i at angribe Sovjetunionen i lav højde. Det kunne Vickers Valiant ikke holde til på grund af metaltræthed. Flyene fik flyveforbud og blev udfaset i januar 1965.

| Luftfart | Spire Denne artikel om flyvning er en spire som bør udbygges. Du er velkommen til at hjælpe Wikipedia ved at udvide den. |

Oversat fra tysk Wikipedia.